# Тест другої похідної
Тест другої похідної — критерій для визначення коли критична точка дійсно значимої функції від однієї змінної є локальним максимумом чи мінімумом через використання другої похідної в точці.
Твердження: якщо функція f двічі диференційовна в критичній точці x (тобто f'(x) = 0), тоді:
- Якщо {\displaystyle \ f^{\prime \prime }(x)<0} тоді {\displaystyle \ f} має локальний максимум у {\displaystyle \ x}.
- Якщо {\displaystyle \ f^{\prime \prime }(x)>0} тоді {\displaystyle \ f} має локальний мінімум у {\displaystyle \ x}.
- Якщо {\displaystyle \ f^{\prime \prime }(x)=0}, тест непереконливий.

В останньому випадку, щоб визначити поведінку функції f поблизу x через вищі похідні можна використати теорему Тейлора

## Доведення
Припустимо ми маємо {\displaystyle f''(x)>0} (доведення для {\displaystyle f''(x)<0} аналогічне). Згідно з умовою, {\displaystyle f'(x)=0}. Тоді
{\displaystyle 0<f''(x)=\lim _{h\to 0}{\frac {f'(x+h)-f'(x)}{h}}=\lim _{h\to 0}{\frac {f'(x+h)-0}{h}}=\lim _{h\to 0}{\frac {f'(x+h)}{h}}.}
Отже, для достатньо малого h маємо
{\displaystyle {\frac {f'(x+h)}{h}}>0}
що значить
{\displaystyle f'(x+h)<0} якщо h < 0 (інтуїтивно, f спадає по тому як наближається до x зліва), і {\displaystyle f'(x+h)>0} якщо h > 0 (інтуїтивно, f зростає як ми йдемо праворуч від x). Тепер з теореми Ферма, {\displaystyle f} має локальний мінімум у {\displaystyle x}.

## Тест угнутості
Споріднене, але відмінне використання другої похідної полягає у визначені чи функція опукла або угнута в точці. Однак вона не надає інформації про точки перегину. Конкретно, двічі диференційовна функція f є опуклою якщо {\displaystyle \ f''(x)>0} і угнутою якщо {\displaystyle \ f''(x)<0}. Зауважте, що якщо {\displaystyle \ f(x)=x^{4}-x}, тоді {\displaystyle \ x=0} має нульову другу похідну і не є при цьому точкою перегину, тобто друга похідна не забезпечує нас достатньою інформацією для визначення чи є точка перегином.